# Фермопильское сражение
Фермопи́льское сраже́ние (др.-греч. Μάχη τῶν Θερμοπυλῶν) — сражение в 480 году до н. э. в ходе Второй греко-персидской войны в ущелье Фермопилы.
Персидской армии, численность которой современные историки оценивают в 200—250 тысяч человек, противостояло, по различным данным, от 5200 до 7700 греков. В первые два дня сражения греки успешно отбивали атаки персов в узком ущелье, но к последнему, третьему дню сражения, большинство защитников ушло, опасаясь окружения. На месте остались лишь отряды спартанцев, феспийцев и фиванцев, общим числом около 500 воинов. Из-за предательства местного жителя персы зашли к грекам в тыл и уничтожили их.
В ходе проведённых археологических раскопок на предполагаемых местах сражения найдены многочисленные свидетельства битвы, описанной более двух тысячелетий назад.

## Предыстория
Греческие города-государства Афины и Эретрия помогали родственным греческим полисам Ионии в их неудачном восстании против власти персидского царя Дария в 499—494 годах до н. э. Персидская империя на тот момент была достаточно молода. Её часто сотрясали восстания покорённых народов. Повстанцам, совместно с афинянами, удалось захватить и сжечь важный город империи и столицу сатрапии Сарды. Дарий желал отомстить участвовавшим в восстании грекам, которые были ему неподвластны. Геродот так описывает реакцию Дария на взятие Сард:

А царь Дарий между тем получил известие о взятии и сожжении Сард афинянами и ионянами […] Услышав эту весть, прежде всего, как говорят, царь, не обратив никакого внимания на ионян (он прекрасно знал, что этим-то, во всяком случае, придётся дорого заплатить за восстание), спросил только, кто такие афиняне. […] он сказал: «Зевс! Дай мне отомстить афинянам»

Также Дарий видел возможность покорить разрозненные древнегреческие города. В 492 г. до н. э. во время военной экспедиции персидского военачальника Мардония была завоёвана Фракия, Македония признала верховную власть персидского царя Таким образом, персы обеспечили своему сухопутному войску проход к территории Древней Греции.

Карта государства Ахеменидов

В 491 году до н. э. Дарий отправил послов во все независимые греческие города с требованием «земли и воды», что соответствовало покорности и признанию власти персов. Осознавая силу и военную мощь государства Ахеменидов, все города древней Эллады, кроме Спарты и Афин, приняли унизительные требования. В Афинах послы были преданы суду и казнены. В Спарте их сбросили в колодец, предложив взять оттуда земли и воды.
В 490 году до н. э. был направлен персидский флот под командованием Датиса и Артаферна для покорения Афин. По пути к Афинам была покорена и разрушена Эретрия. Войско высадилось на территории Аттики, но потерпело поражение от афинян и платейцев в битве при Марафоне.
После этой неудачной экспедиции Дарий стал собирать огромное войско для покорения всей Греции. Его планам помешало восстание в Египте в 486 году до н. э., а вскоре Дарий умер. Трон занял его сын Ксеркс. Подавив египетское восстание, Ксеркс продолжил подготовку к походу на Грецию. Войско было собрано из многих народов громадной империи. Согласно Геродоту, оно включало персов, мидян, киссиев, гиркан, ассирийцев, бактрийцев, саков, индийцев, ариев, парфян, хорасмиев, согдийцев, гандариев, дадиков, каспиев, сарангов, пактиев, утиев, миков, париканиев, арабов, эфиопов, ливийцев, пафлагонцев, лигиев, матиенов, мариандинов, сирийцев, фригийцев, лидийцев, мисийцев, фракийцев, писидийцев, кабалиев, милиев, мосхов, тибаренов, макронов, маров, колхов и моссиников. Кроме сухопутного войска у Ксеркса был мощный флот, снаряжённый прибрежными и островными народами, входящими в его государство.

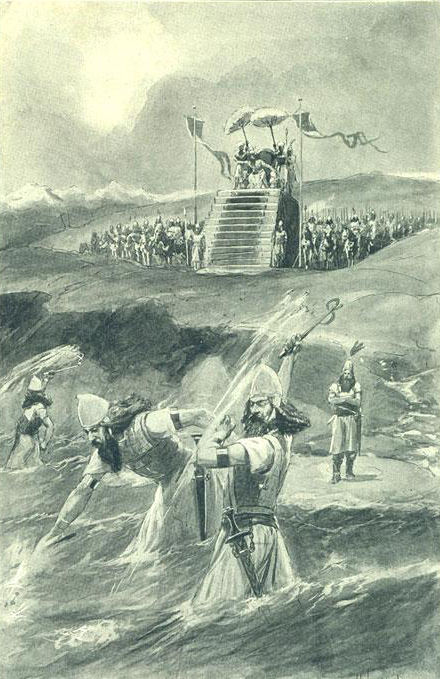
Гравюра начала XX столетия неизвестного автора «Ксеркс наказывает море»

Для переправки огромного войска царь приказал соорудить понтонный мост между Европой и Азией через Геллеспонт. У Ксеркса также были и другие амбициозные планы (в частности, сделать полуостров Афон островом). Об эксцентричности Ксеркса также свидетельствует его реакция на то, что во время бури был уничтожен недавно построенный мост через пролив. Он приказал палачам сечь море, приговаривая: «О ты, горькая влага Геллеспонта! Так тебя карает наш владыка за оскорбление, которое ты нанесла ему, хотя он тебя ничем не оскорблял». Вместе с тем Ксеркс не потерял чувство реального и по окончании экзекуции заметил: «Как жаль, что стихии подвластны не царям, но только богам!» Принятые меры помогли, и последующая переправа персидских войск прошла успешно.
Афиняне также готовились к предстоящей войне. В 482 году до н. э. под руководством Фемистокла они приняли решение создать мощный флот из триер для войны с персами. У афинян отсутствовала сильная сухопутная армия, достаточная для того, чтобы воевать с персами в одиночку. Для сражения со всей армией Ксеркса требовались объединённые усилия всех греков. В 481 году до н. э. Ксеркс направил послов в большинство греческих городов-государств с требованием «земли и воды», кроме Афин и Спарты. В конце осени 481 года до н. э. в Коринфе состоялось общегреческое собрание. Перед лицом общей опасности на нём был заключён союз и прекращены междоусобные войны. В греческие колонии были отправлены посольства с просьбой о помощи. Технически выполнить постановления общегреческого конгресса было сложно в связи с разрозненностью древнегреческих полисов, враждебностью между ними и междоусобными войнами.
Конгресс собрался вновь весной 480 года до н. э. Представители из Фессалии предложили грекам сделать попытку остановить войско Ксеркса в узком ущелье Темпе на границе Фессалии и Македонии. В Фессалию морем было направлено 10 тысяч гоплитов для защиты ущелья. Симпатизировавший грекам Александр, царь Македонии, который до этого признал верховную власть персидского царя, предупредил войско греков о наличии обходного пути. Через несколько дней греки отплыли обратно. Вскоре после этого Ксеркс со своей армией переправился через Геллеспонт.
После этого афинским стратегом Фемистоклом был предложен другой план действий. Путь в южную Грецию (Беотию, Аттику и Пелопоннес) проходил через узкое Фермопильское ущелье. В нём греческое войско могло удерживать превосходящие по численности силы противника. Для предотвращения обхода ущелья с моря афинским и союзным кораблям следовало контролировать узкий пролив между островом Эвбея и материковой Грецией (впоследствии, практически одновременно с Фермопильским сражением, там состоялась морская битва при Артемисии). Данная стратегия была одобрена общегреческим конгрессом, хотя представители некоторых пелопоннесских городов были не согласны с таким решением. Они считали, что лучшим будет все силы направить на защиту коринфского перешейка, соединяющего Пелопоннесский полуостров с материком. Женщин и детей из оставленных Афин они предлагали эвакуировать в другие города.
Предложение защищать только Коринфский перешеек было неприемлемо для греков из полисов вне Пелопоннеса. Оборона Коринфского перешейка означала сдачу Афин во власть Ксеркса. Афиняне, на что указывал Фемистокл, в таком случае отплыли бы со всем своим флотом в Италию искать новое место для поселения. В случае выхода из войны афинян греки лишились бы большей части своих морских сил. При таком развитии событий персы могли безопасно переправить морским путём свои силы на полуостров и атаковать греческие войска на перешейке с тыла. Сходные с Фемистоклом мысли высказывала царица Артемисия, советовавшая Ксерксу двинуться с войсками на Пелопоннес.

## Силы сторон

### Армия Ксеркса

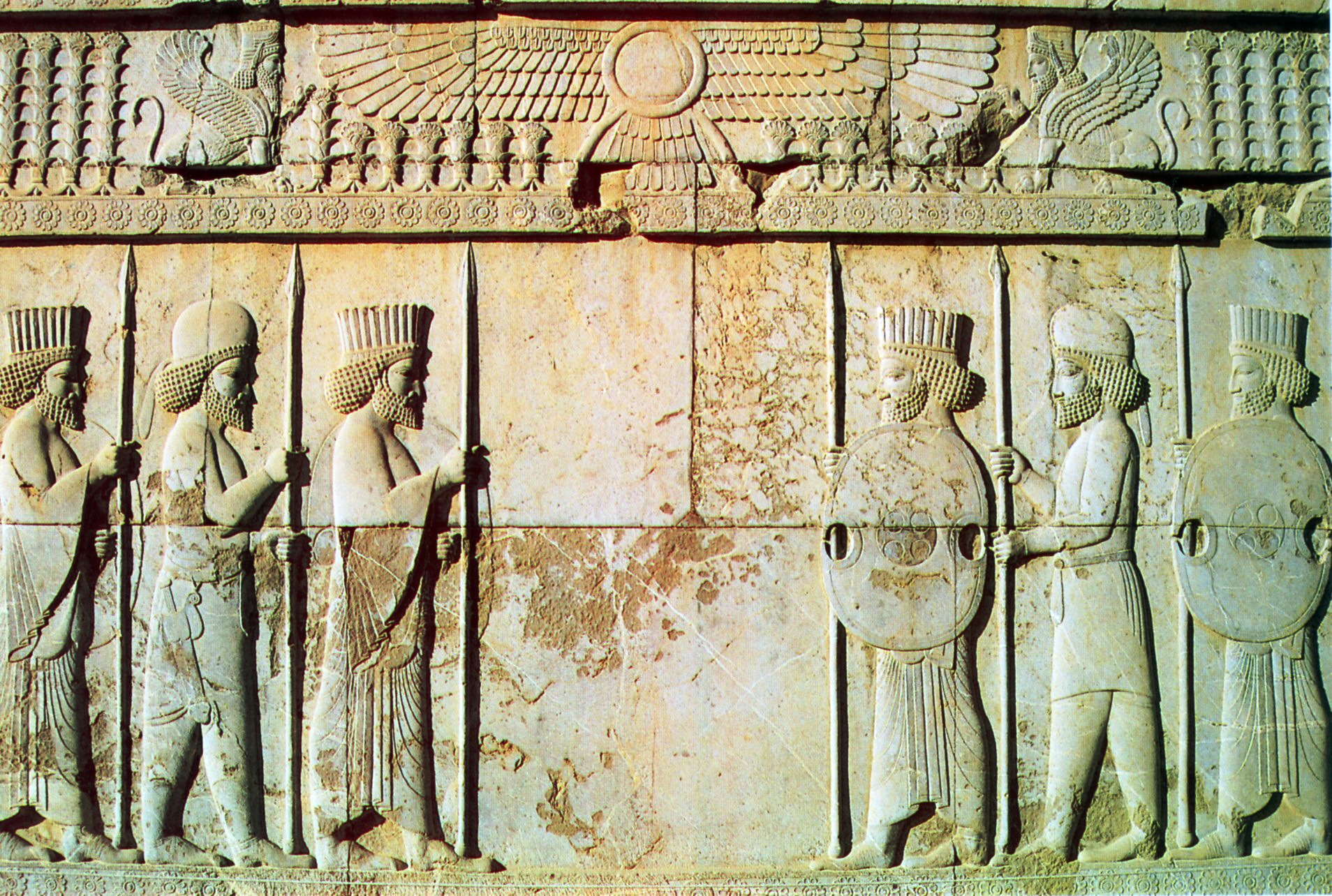
Персидские и мидянские воины. Барельеф на стене дворца в Персеполе

Различные античные источники дают противоречивые сведения о численности армии Ксеркса. Согласно Геродоту персидское войско состояло из около 2,64 миллиона воинов и такого же количества обслуживающего армию персонала. Согласно древнегреческому поэту Симониду она насчитывала 4 миллиона человек, а Ктесию Книдскому — 800 тысяч. Современные историки отвергают приведённые древними цифры на основании логистики, изучения военной системы империи Ахеменидов, невозможности обеспечения провиантом такого количества людей.
Исследователи сходятся в том, что античные историки значительно преувеличили численность вторгшихся на территорию Греции войск. Это могло быть вызвано характерным для победителей преувеличением сил противника либо вследствие дезинформации со стороны персов при подготовке к походу. Некоторые современные историки склоняются к числу в 200—250 тысяч. Минимальная оценка численности армии Ксеркса приводится военным историком Гансом Дельбрюком. Он считал, что в персидской армии находилось 60—80 тысяч человек. Независимо от реальной численности вторгшегося на территорию Греции войска, оно было беспрецедентно большим для того времени. Ксеркс намеревался покорить Элладу за счёт подавляющего численного превосходства как сухопутных, так и морских сил.
Войско Ксеркса состояло из представителей множества народов и племён, подвластных империи Ахеменидов. Воины каждой народности имели собственное оружие и доспехи. Персы и мидяне, согласно подробному описанию Геродота, носили мягкие войлочные шапки, штаны и пёстрые хитоны. Доспехи были собраны из железных чешуек наподобие рыбьей чешуи, щиты сплетены из прутьев. На вооружении они имели короткие копья и большие луки с камышовыми стрелами. На правом бедре находился меч-кинжал (акинак). Воины других племён были вооружены значительно хуже, в основном луками, а зачастую просто дубинками и обожжёнными кольями. Из защитного снаряжения кроме щитов Геродот упоминает у них медные, кожаные и даже деревянные шлемы.

### Греческие силы

Современная статуя царя Леонида

Согласно Геродоту и Диодору Сицилийскому, греческие города-полисы послали к Фермопильскому ущелью от 5200 до 7700 воинов.
|                     | Количество воинов (по Геродоту) | Количество воинов (по Диодору) |
| ------------------- | ------------------------------- | ------------------------------ |
| Спартанцы           | 300                             | 300                            |
| Периеки             | —                               | 1000 (включая спартанцев ?)    |
| Мантинейцы          | 500                             | 3000 (другие пелопоннесцы)     |
| Тегейцы             | 500                             | 3000 (другие пелопоннесцы)     |
| Аркадские орхоменцы | 120                             | 3000 (другие пелопоннесцы)     |
| Другие аркадцы      | 1000                            | 3000 (другие пелопоннесцы)     |
| Коринфяне           | 400                             | 3000 (другие пелопоннесцы)     |
| Флиунтцы            | 200                             | 3000 (другие пелопоннесцы)     |
| Микенцы             | 80                              | 3000 (другие пелопоннесцы)     |
| Феспийцы            | 700                             | —                              |
| Малии               | —                               | 1000                           |
| Фиванцы             | 400                             | 400                            |
| Фокийцы             | 1000                            | 1000                           |
| Опунтские локры     | «всё их ополчение»              | 1000                           |
| Всего               | не менее 5200                   | 7400—7700                      |

Павсаний, в основном согласный с Геродотом, приводит иную оценку численности ополчения локров — до 6000 бойцов. При этом Павсаний признаёт, что не знает точной численности локрийской армии. Вместо этого он вычисляет максимально возможное количество мобилизованных локров путём сравнения с мобилизацией афинян при Марафоне в 490 г. С использованием реконструированной численности локров Павсаний даёт всему греческому войску на начальном этапе битвы численность в 11200 человек.
В сочинении Геродота имеется противоречие. Согласно списку воинов, пришедших из Пелопоннеса, их насчитывается 3100. Далее он приводит надпись на камне, установленном после победы над персами греками на месте битвы:
Против трёхсот мириад здесь некогда бились 
Пелопоннесских мужей сорок лишь сотен всего
Открытым остаётся вопрос об участии илотов в Фермопильском сражении. Илоты представляли собой потомков покорённых ранее спартанцами мессенцев. В древней Спарте они находились на промежуточном положении между крепостными и рабами. Во время греко-персидских войн их использовали в качестве легковооружённых воинов. Упоминание по крайней мере об одном илоте присутствует у Геродота:
Еврит, узнав о том, что персы обошли гору, потребовал свои доспехи. Затем, облачившись в доспехи, он приказал вести его к бойцам. Илот провёл Еврита в Фермопилы, но потом бежал.
Учитывая упоминание об илоте у Геродота, а также несоответствие между перечислением греческих сил и надписью на камне, установленном после окончательной победы над персами, ряд исследователей делает вывод о том, что илоты участвовали в Фермопильском сражении.

#### Вооружение греков. Фаланга

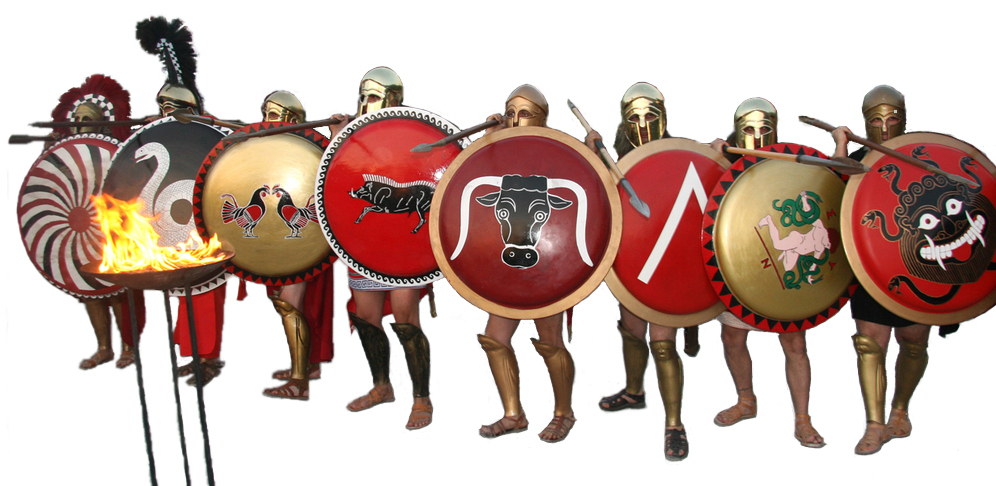
Современная реконструкция греческой фаланги.

Греческая фаланга представляла собой плотное боевое построение тяжеловооружённых воинов глубиной в несколько шеренг. Во время боя главной задачей являлось сохранение её целостности: место павшего воина занимал другой, стоявший за ним. Главным фактором, оказавшим влияние на развитие фаланги, стало применение большого круглого щита (гоплона) и закрытого шлема коринфского типа. На внутренней поверхности гоплона крепились кожаные ремни, через которые просовывалась рука. Щит, таким образом, держался на левом предплечье. Воин управлял щитом, держась за ремень ближе к его краю.
Защищая гоплита слева, такой щит оставлял открытой правую половину туловища. Из-за этого в греческой фаланге воины должны были держаться плотной линией так, чтобы каждый гоплит прикрывал своего соседа слева, будучи прикрытым соседом справа. Для грека потерять щит в бою считалось бесчестьем, так как он использовался не только для собственной безопасности, но и для защиты всей шеренги. Голову гоплита в VI—V вв. до н. э. защищал бронзовый шлем коринфского (или «дорийского») типа, который носился на войлочной подкладке-шапочке. Глухой коринфский шлем обеспечивал полную защиту головы, но стеснял боковое зрение и слух. Воин видел в нём только врага перед собой, что не представляло особой опасности в плотном боевом построении.
Во времена греко-персидских войн ещё были распространены так называемые «анатомические» бронзовые панцири, которые состояли из нагрудной и спинной пластин. Пластины рельефно со скульптурной точностью воспроизводили мышечные контуры мужского торса. Под панцирем гоплиты носили льняные туники, а спартанцы традиционно укрывались поверх доспехов красными плащами. Недостатком бронзовых кирас были незащищённые бёдра. В эту эпоху уже появились так называемые линотораксы, панцири на основе многих слоёв пропитанного клеем льна, которые через несколько десятилетий вытеснили в Греции «анатомические» бронзовые панцири. Кроме более лёгкого веса линотораксы позволяли прикрыть бёдра, не стесняя движений воина.
В состав защитного снаряжения также входили бронзовые поножи. Они повторяли мускулатуру икр, чтобы плотно облегать ноги и не мешать ходьбе.
Спартанцы были вооружены копьём и коротким мечом. Длина копья составляла 2—3 метра. При сближении с противником первоначальный удар наносился копьём, им же продолжали сражение в строю, держа верхним хватом. Спартанцы имели самые короткие мечи в Греции — они предназначались для близкой рукопашной, когда длинное оружие становилось бесполезным в тесной схватке.
Вооружение и стиль ведения боя греческих воинов соответствовали условиям узкого Фермопильского ущелья.

### Царь Леонид

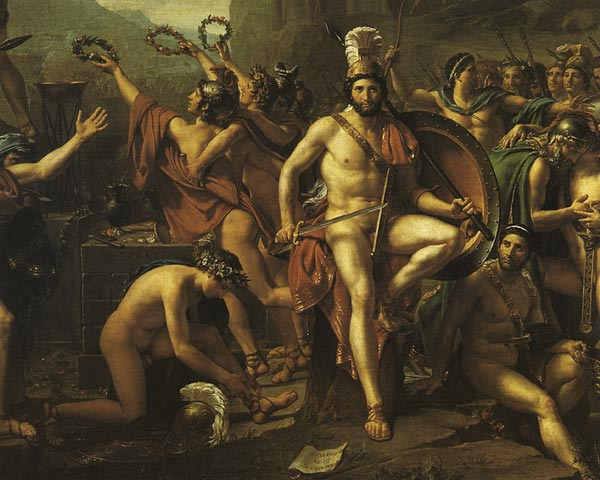
«Леонид в Фермопилах». Фрагмент картины Ж.-Л. Давида (1814 г.)

Леонид был 3-м из 4 сыновей спартанского царя Анаксандрида, однако двое старших сыновей умерли, открыв Леониду путь к власти. В 480 до н. э. ему было не менее 40 лет. Спартанские цари (одновременно правили двое из разных родов) обладали всей полнотой власти лишь во время войны, в мирное время они выполняли скорее представительские функции.
Даже во время грозного нашествия греки не собирались прогневать богов отказом от празднеств. В Спарте отмечали праздник Карнеи, совпавший к тому же с 75-ми Олимпийскими играми 480 г. до н. э. Леонид отобрал из граждан 300 достойных мужей, уже имевших детей. Остальные спартанцы собирались присоединиться к войску сразу же по окончании празднеств. И хотя перед самым выступлением войска спартанские старейшины очень старались уговорить Леонида увеличить число воинов: «Возьми хотя бы тысячу», Леонид был непоколебим: «Чтобы победить — и тысячи мало, чтобы умереть — довольно и трёхсот».
Леонид был женат на Горго, своей племяннице, дочери старшего брата Клеомена (Клеомен был рождён от другой матери). Имел несовершеннолетнего сына Плистарха. Ещё перед началом войны дельфийский оракул предсказал, что в ходе войны погибнет либо вся Спарта, либо один из её царей:

Ныне же вам изреку, о жители Спарты обширной: 

Либо великий и славный ваш град чрез мужей-персеидов 

Будет повергнут во прах, а не то — из Гераклова рода 

Слёзы о смерти царя пролиёт Лакедемона область.

## Выбор места для сражения

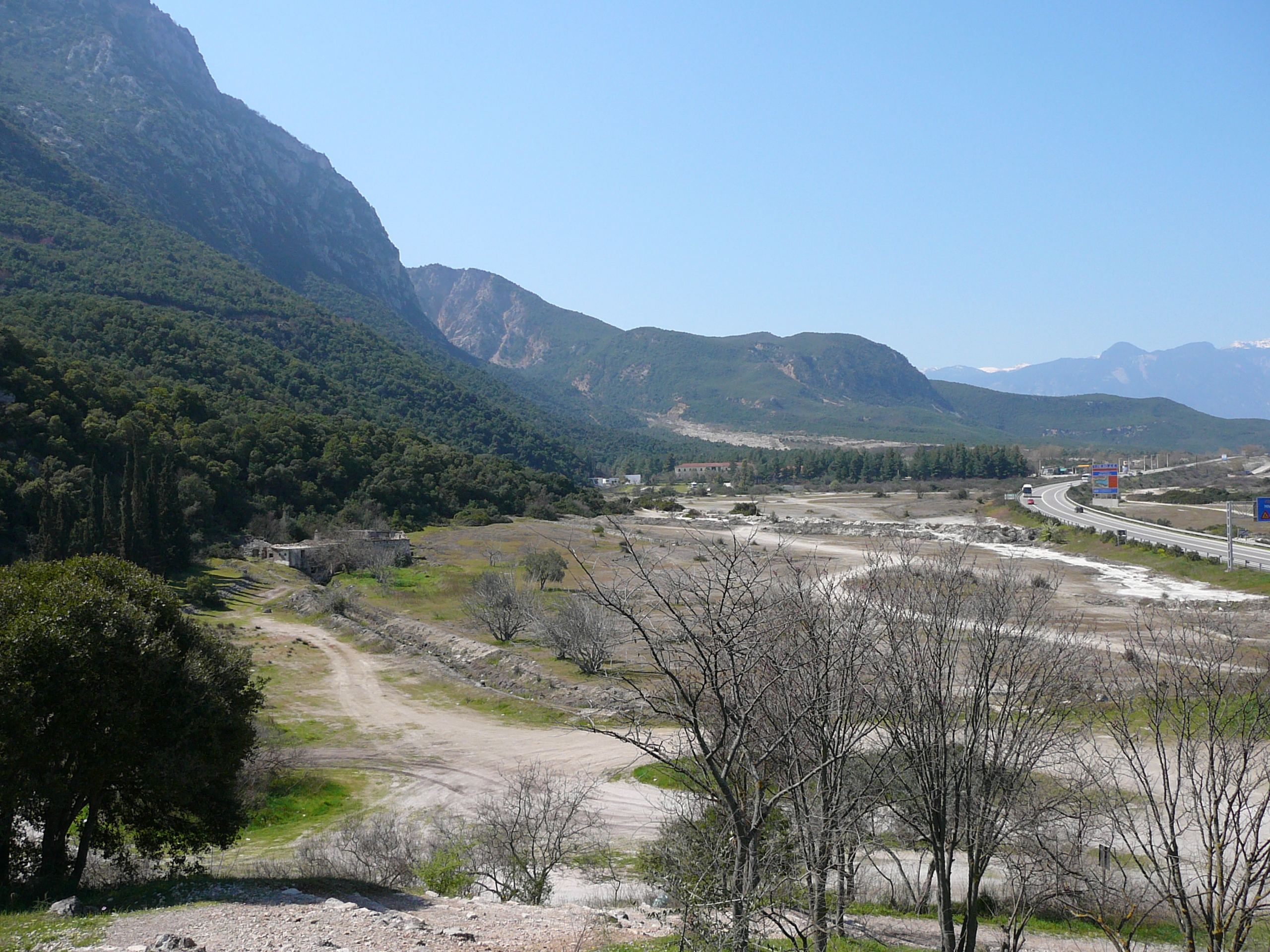
Современный вид Фермопильского прохода в месте сражения. Береговая линия отодвинулась далеко от гор

Карта изменения побережья Малийского залива

Для греков основной задачей было задержать продвижение персидской армии на территорию Эллады. При обороне узкого Фермопильского прохода греки могли надеяться решить эту стратегическую задачу. Расположив свои силы в самых узких местах на пути морской и сухопутной армий Ксеркса (Фермопилы и пролив около мыса Артемисий), греки нивелировали численное превосходство противника. В отличие от греков персы не могли стоять на месте, так как для снабжения их армии требовалось большое количество пищи, которая добывалась на занятых территориях. Поэтому персам для успеха кампании было необходимо прорваться через Фермопильское ущелье.
С тактической точки зрения Фермопильское ущелье того времени идеально подходило для греков. Фаланга гоплитов не могла быть обойдена с флангов, также там не было места для манёвров конницы. В близком фронтальном бою защищённые доспехами гоплиты были сильнее легковооружённой пехоты противника. Слабым местом позиции являлась обходная горная тропа. Хотя она и была непроходимой для конницы, пешие воины могли пройти в тыл греческому ополчению. Леонид был предупреждён о существовании тропы и отправил на её защиту тысячу фокийцев.
Вот как описывал Фермопильский проход Геродот:

«Так, у селения Альпены за Фермопилами есть проезжая дорога только для одной повозки… На западе от Фермопил поднимается недоступная, обрывистая и высокая гора, простирающаяся до Эты. На востоке же проход подходит непосредственно к морю и болотам… В ущелье этом построена стена, а в ней некогда были ворота… Древняя стена была построена в стародавние времена и от времени большей частью уже разрушилась. Эллины решили теперь восстановить стену и таким образом преградить варвару путь в Элладу. Есть там одно селение совсем близко у дороги под названием Альпены.»

В среднем ширина самого прохода составляла 60 шагов.

## Битва

Карта перемещения войск во время греко-персидских войн

Греки разбили лагерь за стеной, перекрывающей узкий Фермопильский проход. Стена представляла собой невысокую баррикаду, выложенную из тяжёлых камней. В середине августа персидская армия появилась на берегу Малийского залива у города Трахина перед входом в Фермопилы. Один местный житель, рассказывая эллинам о многочисленности варваров, добавил, что
«если варвары выпустят свои стрелы, то от тучи стрел произойдёт затмение солнца».
В ответ спартанец Диенек беззаботно пошутил: «Наш приятель из Трахина принёс прекрасную весть: если мидяне затемнят солнце, то можно будет сражаться в тени».
На воинов из Пелопоннеса при виде персидской мощи напал страх, и они предложили возвратиться и охранять Коринфский перешеек. Фокийцы и локры, чьи земли находились вне пределов Пелопоннесского полуострова, пришли от такого предложения в негодование. Спор разрешил Леонид, который принял решение оставаться на месте.
К эллинскому войску был отправлен посол Ксеркса, который предложил грекам сдаться и получить за это свободу, титул «друзей персидского народа» и земли лучшие, чем те, которыми они владели. Когда эти предложения были Леонидом отвергнуты, посол передал грекам приказ Ксеркса сложить оружие, на что, согласно Плутарху, получил легендарный ответ — Приди и возьми (др.-греч. Μολὼν λαβέ).

### Первый день

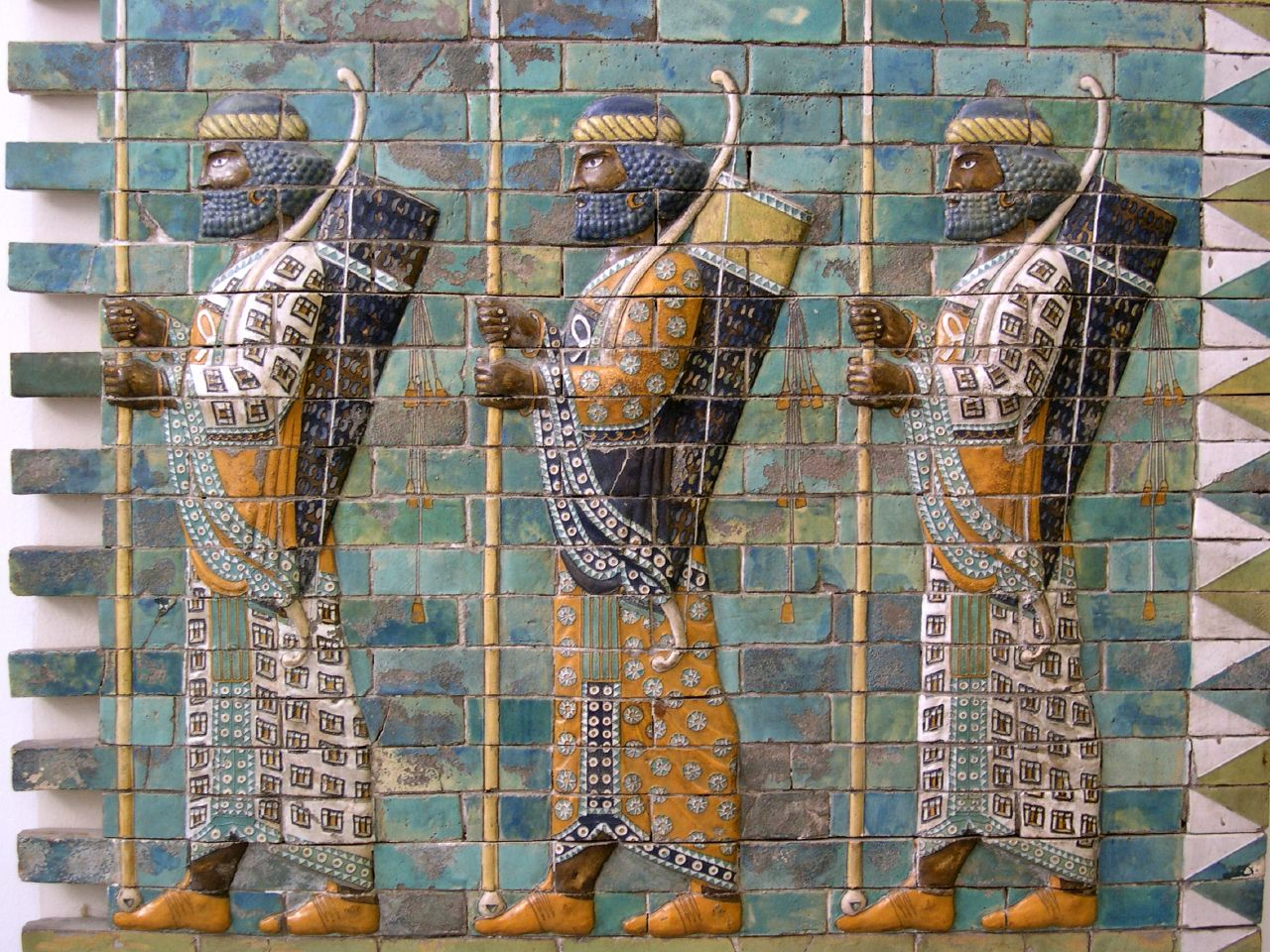
Персидские воины из гвардии «бессмертных». Фрагмент облицовки изразцами из царского дворца

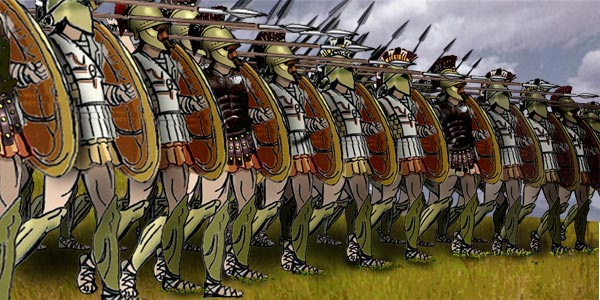
Греческая фаланга

Ксеркс выжидал 4 дня, а на 5-й послал наиболее боеспособные отряды из урождённых мидян на штурм. По Диодору, Ксеркс отправил в первой волне атакующих близких родственников воинов, погибших за 10 лет до того в битве с греками при Марафоне.
Греки встретили их в теснине лицом к лицу, в то время как другая часть греков оставалась на стене. Царь Леонид расположил своё войско спереди от фокийской стены в самом узком месте ущелья. Детали первого дня битвы, сравнение греческого войска и атакующих народов описаны у Диодора. Греческие воины стояли «плечом к плечу», превосходили мужеством и доблестью персидское войско. Их тела были защищены, щиты закрывали тело. Атакующие племена не были подготовлены к битвам в узких пространствах, а привыкли вести войны на открытых просторах. Экипировка была соответствующая — небольшие щиты, незащищённые тела. Описание Диодора соответствует современным представлениям о греческой фаланге. При таком положении войска мидян и других племён разбивались о строй спартанцев. Наблюдавший за битвой Ксеркс трижды вскакивал с трона от негодования.
Ксеркс сменил мидян на киссиев и саков, славных своей воинственностью. Легче вооружённые и не имеющие строевой подготовки, подобной греческой, воины персидского царя не могли прорвать плотную фалангу греков, укрывшуюся за сплошной стеной больших щитов. Тогда персидский царь бросил в атаку элитный отряд «Бессмертных», личную гвардию. «Бессмертных» постигла та же участь, что и мидян. Спартанцы использовали тактику ложного бегства — притворно отступали, но затем разворачивались и контратаковали расстроенные отряды персов. Согласно Ктесию, потери спартанцев были минимальны — погибло 3 человека.

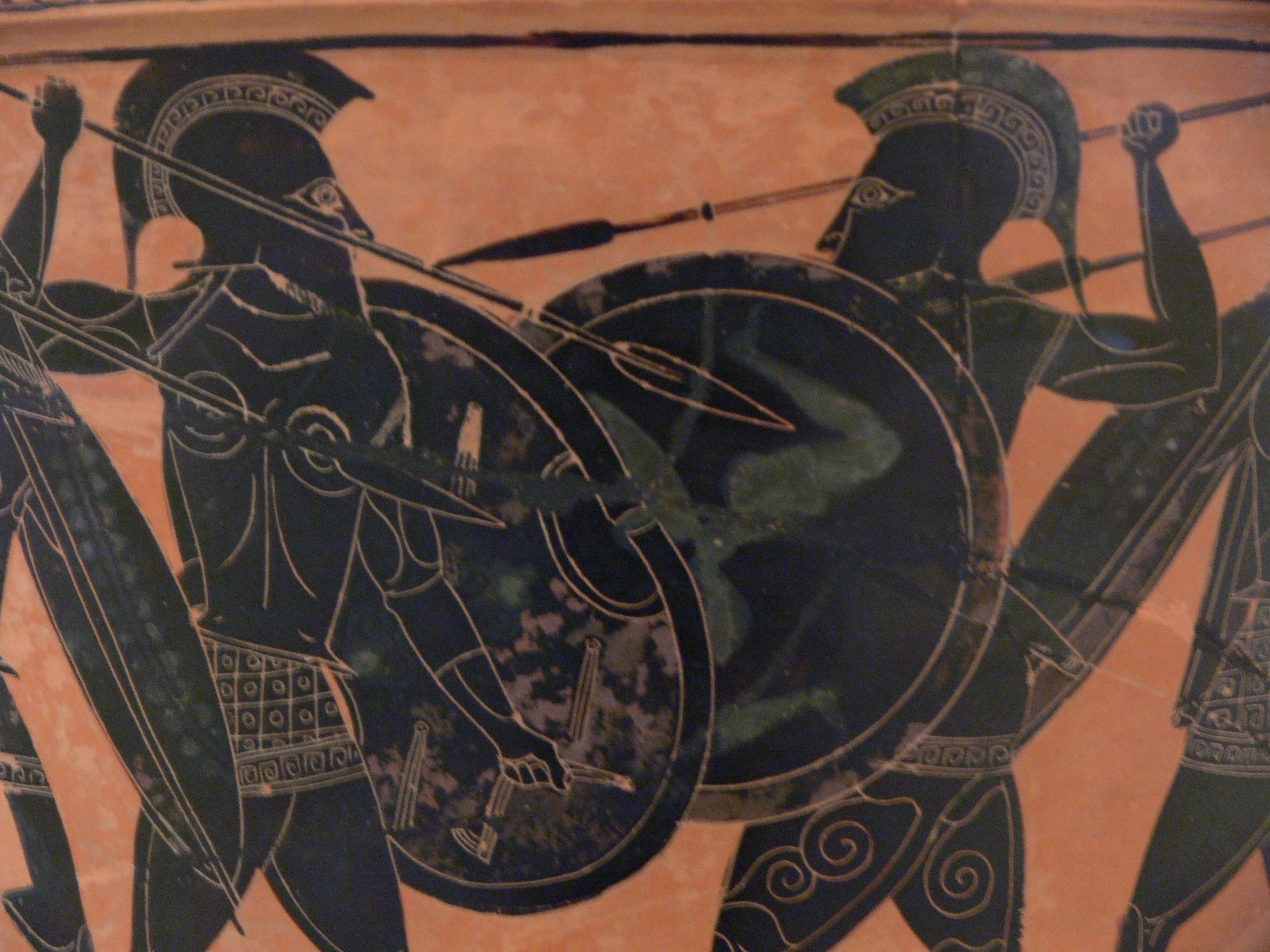
Гоплиты на вазе времён греко-персидских войн. Вооружение: копьё, короткий меч, круглый щит, шлем коринфского типа, бронзовый панцирь (кираса)

### Второй день
На второй день персидский царь вновь послал свою пехоту в атаку с обещанием награды за успех и смерти за бегство с поля боя. Успехи персидского войска на второй день были такие же, как и на первый. Персы сменяли атакующие отряды, греки, в свою очередь, сменяли в сражении друг друга. Тогда Ксеркс в полном недоумении отступил в свой лагерь.
Когда Ксеркс размышлял о дальнейших действиях, к нему доставили трахинского жителя Эфиальта. Эфиальт рассказал о наличии обходного горного пути и предложил за денежное вознаграждение показать путь персидской армии. За свой поступок Эфиальт стал презираем во всей Греции. Впоследствии его именем стали называть демона, который вызывает ночные кошмары.
Ксеркс в тот же вечер отправил в обход 20-тысячное войско под началом сатрапа Гиркании Гидарна Младшего.

### Третий день
На рассвете третьего дня охранявшие путь фокийцы увидели превосходящий их численностью персидский отряд. Обе стороны были напуганы видом друг друга. Но Эфиальт убедил персов, что находящийся невдалеке отряд не состоит из спартанцев. Фокийцы, напуганные численностью персов, отступили на вершину холма и стали готовиться к обороне. Гидарн решил не отвлекаться от основной задачи и продолжил обходной манёвр.
Фокийцы послали бегуна предупредить спартанцев о приближении персов с тыла. Услышав эту новость, Леонид созвал совет. Мнения греков разделились, и в результате разделилось и войско. Часть его ушла в свои города. В ущелье остались спартанцы, феспийцы, отказавшиеся покинуть место битвы, и фиванцы. Согласно Геродоту, Леонид сам приказал грекам разойтись по своим городам, поскольку ситуация стала безнадёжной. При этом, считал он, «ему же самому и его спартанцам не подобает, покидать место, на защиту которого их как раз и послали». Спустя 500 лет у Сенеки и Плутарха приводится обращение Леонида к своим воинам: «Давайте-ка завтракать, соратники: ведь ужинать мы будем в преисподней!».
Феспии и Фивы — города в Беотии, через которую неизбежно должен был пролегать путь персидского войска, так что отряды этих городов защищали в Фермопилах родную землю. Геродот писал свой исторический труд в пору вражды Фив с Афинами, поэтому он не упускал случая выставить фиванцев предателями Эллады и сообщает, что фиванский отряд был удержан Леонидом против их воли в качестве заложников. Однако определённая логика в его словах присутствует. Фиванцы вскоре присоединились к армии Ксеркса, и их отряды во время битвы при Платеях (через год после описываемых событий) воевали на стороне персов. Согласно Диодору, в греческом войске осталось не более 500 воинов. Своим решением остаться Леонид также спасал отступающую часть ополчения. Ведь если не задержать основную армию Ксеркса, персидская конница могла догнать пеших греков и уничтожить их на открытой местности.
Не рассчитывая на победу, но лишь на славную смерть, оставшиеся греки приняли бой в отдалении от прежних позиций, в том месте, где проход расширяется. Даже там персы не могли развернуться и погибали массами в давке или будучи сброшенными с обрывистого берега. У спартанцев были сломаны копья, они разили врагов короткими спартанскими мечами в тесной рукопашной. В бою пал Леонид, у персов погибли Аброком и Гиперанф, братья царя Ксеркса. Заметив приближение с тыла персидского отряда, ведомого Эфиальтом, греки отступили к стене, а затем, миновав её, заняли позицию на холме у выхода из прохода. По словам Геродота, во время отступления фиванцы отделились и сдались в плен, таким образом, они спасли свои жизни ценой клеймения в рабство.
Спартанцы и феспийцы приняли последний бой. Персы расстреливали последних героев из луков, забрасывали их камнями. По сведениям Геродота, отличились доблестью спартанцы Диенек, братья Алфей и Марон, феспиец Дифирамб.
Диодор передаёт последний бой 300 спартанцев в легендарном виде. Они будто бы напали на персидский лагерь ещё затемно и перебили множество персов, стараясь в общей суматохе поразить самого Ксеркса. Только когда рассвело, персы заметили немногочисленность отряда Леонида и забросали его копьями и стрелами с расстояния.
Дорога через Фермопильское ущелье для персов была открыта.

## После сражения
Царь Ксеркс лично осмотрел поле боя. Найдя тело царя Леонида, он приказал отрубить ему голову и посадить на кол. Под Фермопилами пало, по словам Геродота, до 20 тысяч персов и 4 тысячи греков, включая союзников Спарты — даже в последнем бою феспийцы отказались покинуть спартанцев, несмотря на приказ Леонида отступать, и погибли вместе с ними. Но насильно удержанные Леонидом фиванцы перешли на сторону персов.
Павших эллинов похоронили на том же холме, где они приняли последний бой. На могиле поставлен камень с эпитафией поэта Симонида Кеосского:

Путник, пойди возвести нашим гражданам в Лакедемоне,

Что, их заветы блюдя, здесь мы костьми полегли.
Оригинальный текст (др.-греч.)Ὦ ξεῖν', ἀγγέλλειν Λακεδαιμονίοις ὅτι τῇδε

κείμεθα τοῖς κείνων ῥήμασι πειθόμενοι.

За голову предателя Эфиальта, сына Эвридема, Спарта объявила награду. Но его убил в ссоре соплеменник, некий Афенад из Трахина. Останки царя Леонида были перезахоронены в Спарте спустя 40 лет после его гибели. Жители города через 600 лет после сражения, уже в римское время, ежегодно проводили состязания в честь национального героя. Имена всех павших в Фермопилах были высечены на плите.
В 1939 году греческими археологами под руководством Спиридона Маринатоса на предполагаемых местах сражения проведены раскопки. Ими найдены многочисленные свидетельства описанной более двух тысячелетий назад битвы.

### Аристодем Трус
Согласно Геродоту, в бою погибли не все 300 спартанцев, которые отправились на бой вместе с царём Леонидом. Один из них, Пантит, был отправлен гонцом в Фессалию. Узнав позже о произошедшем и понимая, что в Спарте его ожидает бесчестье, он повесился. Двое из трёхсот (Еврит и Аристодем) были отпущены Леонидом в близлежащий город в связи с болезнью. Узнав, что персы обошли гору, Еврит потребовал доспехи. Попав в Фермопилы, он погиб со всеми в битве. По возвращении в Спарту Аристодема ожидали бесчестье и позор. Ему дали прозвище Аристодем Трус. Через год после описываемых событий, во время битвы при Платеях, при которой персы были окончательно побеждены, Аристодем настолько отличился в ходе сражения, что греки хотели дать ему награду, как самому доблестному воину. Но награды он не получил, так как было высказано мнение, что «Аристодем бился как исступлённый, выйдя из рядов, и совершил великие подвиги потому лишь, что явно искал смерти из-за своей вины».

### Памятники на месте Фермопильского сражения

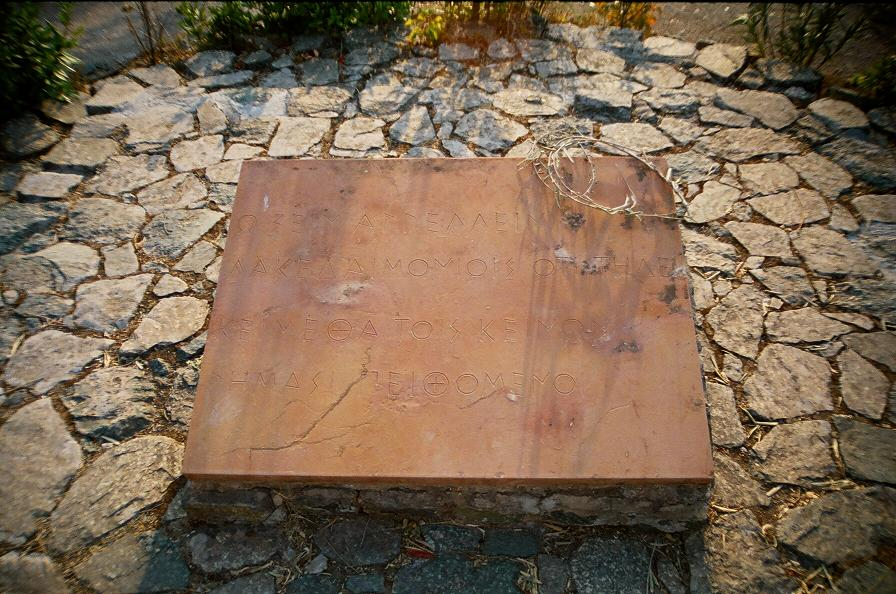
Современная табличка с эпитафией Симонида Кеосского на месте Фермопильского сражения

В 2011 году, рядом с местом битвы античности, установлено несколько памятников и памятных знаков. Кроме плиты с эпитафией Симонида, установлен монумент царю Леониду и отряду 300 спартанцев, а также памятник погибшим вместе со спартанцами феспийцам. Монумент спартанцам представляет статую Леонида, под которой написано Μολὼν λαβέ. На метопе под ним изображены сцены сражения. По бокам расположены две мраморные скульптуры, обозначающие речку Эвротас и гору Тайгет — символы древней Спарты.
В 1997 году был открыт памятник погибшим в битве феспийцам. Памятник изображает одного из главных богов древнегреческого города Феспии Эроса. В скульптуре Эрос обнажён, отсутствует голова, одно крыло открыто, другое — сломано. Каждая деталь памятника имеет определённый смысл:
- обезглавленная статуя — символизирует неизвестность погибших феспийцев, чьё самопожертвование, в отличие от спартанского, не так известно;
- обнажённое тело — храбрость и смелость;
- открытое крыло — победу, славу и свободу;
- сломанное крыло — невозможность насладиться добытыми славой и свободой.

## Значение битвы для дальнейшего хода греко-персидских войн
Битва при Фермопилах является одним из самых известных сражений античности. В западной культуре при её описании в первую очередь подчёркиваются доблесть и мужество спартанцев. Однако в контексте греко-персидской войны битва являлась поражением эллинов. Избранная ими стратегия по задержке персов перед Фермопильским ущельем и около мыса Артемисий была провалена. Дорога в Аттику и Беотию для вражеской армии — открыта. Позиция под Фермопилами являлась практически неприступной. Сумей греки удержаться более продолжительное время, у персов возникли бы проблемы в снабжении своего многочисленного войска провиантом и водой. Таким образом, Фермопильское сражение являлось как тактическим, так и стратегическим поражением греков.
В ряде исторических монографий сражение называется Пирровой победой Ксеркса. Это утверждение базируется на сопоставлении потерь обеих сторон. Однако не учитывается факт, что после него персы завоевали большую часть Греции, а решающие битвы при Саламине и Платеях произошли через месяц и год соответственно, после взятия Фермопильского ущелья. Учитывая численность вторгшейся на территорию Эллады армии, данные потери являлись несущественными.
Однако в моральном отношении самопожертвование греков не было бесплодным. Оно послужило примером для эллинов и оставило неизгладимое впечатление в войске персов, значительно понизив их боевой дух и поколебав уверенность в победе.

Карта походов в Грецию армии Ксеркса

## Другие битвы при Фермопилах и упоминания 300 спартанцев
При Фермопилах произошли также следующие сражения:
- После греко-персидских войн, в 3-й Мессенской войне (середина V в. до н. э.), отборный отряд из 300 спартанцев был также полностью уничтожен. Но только гибель отряда под начальством царя Леонида в сентябре 480 года до н. э. стала легендой.
- В 279 году до н. э. союзное войско греков остановило галльское нашествие.
- В 191 году до н. э. здесь был разбит римлянами сирийский царь македонской династии Антиох III.
- 300 гиппеев — элитный отряд гоплитов в Спарте[96].

## Битва при Фермопилах в искусстве
Пускай в сердцах воскреснет 

И нас объединит 

Герой бессмертной песни, 

Спартанец Леонид. 
 

Он принял бой неравный 

В ущелье Фермопил 

И с горсточкою славной 

Отчизну заслонил. 
 

И, преградив теснины, 

Три сотни храбрецов 

Омыли кровью львиной 

Дорогу в край отцов.

### Стихотворения
- Лорд Байрон, принимавший участие в греческой революции против Османской империи, в стихотворении «Песня греческих повстанцев» проводит аналогии между битвой античности и войной за независимость;
- Стихотворение «Свободен путь под Фермопилами» поэта русской эмиграции Георгия Иванова[98].
- Стихотворение «Фермопилы» поэта Кавафиса.

### 300 спартанцев в кинематографе
По мотивам легендарного подвига в Голливуде сняты фильмы:
- «Триста спартанцев» — исторический фильм 1962 года с элементами мелодрамы. Обладает относительной исторической достоверностью[99].
- «300 спартанцев» — фильм 2006 года, экранизация графического романа Фрэнка Миллера «300», рассказывающего об истории 300 спартанцев в фантастической обработке со стилизованностью персонажей и низкой исторической достоверностью[100].
- «300 спартанцев: Расцвет империи» (англ. 300: Rise of an Empire) — пеплум режиссёра Ноама Мурро в формате 3D и IMAX 3D, мидквел, действие происходит до, во время и после событий фильма «300 спартанцев» 2006 года.

### 300 спартанцев в музыке
Подвигу спартанцев также посвящены песни «Sparta» из альбома The Last Stand группы Sabaton, «Ode to Leonidas» из альбома Immortals группы Firewind, «Спарта (Сон из прошлого)» из альбома «Индиго» группы Catharsis, «Смерть героев» из альбома «Эхо войны» группы Антарес и «Приди и возьми» из альбома «Поколение 01» группы Атом-76.
Оратория «Леонидас» Макса Бруха для баритона, мужского хора и оркестра.